# Кременчуцький інститут Університету імені Альфреда Нобеля
Кременчуцький інститут Університету імені Альфреда Нобеля — вищий навчальний заклад міста Кременчук III-IV-го рівня акредитації, структурний підрозділ Університету імені Альфреда Нобеля. Створено у 1998 році за підтримки Автозаводського райвиконкому Кременчука. Перша назва (до 13 грудня 2001 року) — Кременчуцька філія Дніпропетровської Академії управління, бізнесу та права (КФ ДАУБП), інші назви — Кременчуцький інститут Університету економіки та права (КІ ДУЕП), Кременчуцький інститут Університету імені Нобеля.

## Ліцензована діяльність

### Вища освіта
Інститут готує бакалаврів за фахом:
- Міжнародні економічні відносини
- Економіка
- Фінанси, банківська справа та страхування
- Облік та оподаткування
- Маркетинг
- Філологія/переклад
- Соціальна робота
- Менеджмент

Форми навчання: денна та заочна.
Термін навчання: бакалавр — 4 роки.

### Довузівська підготовка
Учні 11-х класів середніх шкіл та випускники минулих років проходять підготовку до зовнішнього незалежного оцінювання за такими предметами:
- математика,
- українська мова та література,
- англійської мова,
- історія України.